# Destiny (Stratovarius)
Destiny è il settimo album della band power metal finlandese Stratovarius.

## Tracce

### Edizione standard
Musiche di T. Tolkki.
1. Destiny – 10:15 (testo: T. Tolkki)
2. S.O.S. – 4:15 (testo: T. Tolkki, T. Kotipelto)
3. No Turning Back – 4:22 (testo: T. Kotipelto)
4. 4000 Rainy Nights – 6:00 (testo: T. Tolkki)
5. Rebel – 4:16 (testo: T. Tolkki)
6. Years Go By – 5:14 (testo: T. Tolkki)
7. Playing with Fire – 4:15 (testo: T. Kotipelto)
8. Venus in the Morning – 5:35 (testo: T. Tolkki)
9. Anthem of the World – 9:31 (testo: T. Tolkki)
10. Cold Winter Nights (bonus track) – 5:13 (testo: T. Kotipelto)

### Traccia bonus edizione giapponese
1. Dream With Me – 5:13

## Formazione

### Gruppo
- Timo Kotipelto – voce
- Timo Tolkki – chitarra
- Jens Johansson – tastiera
- Jari Kainulainen – basso
- Jörg Michael – batteria

### Ospiti
- Eicca Toppinen – archi
- Max Savikangas – archi
- Sanna Salmenkallio – archi
- Timo Ojala – direzione archi e cori
- Cantores Minores – cori

### Produzione
- Timo Tolkki – produzione, ingegneria del suono
- Mikko Karmila – ingegneria del suono
- Mika Jussila – mastering
- Pauli Saastamoinen – mastering
- Mikko Karmila – missaggio
- Rade Puolakka – grafica
- Dick Lindberg – fotografia